# Zamarada aureomarginata
Zamarada aureomarginata är en fjärilsart som beskrevs av Arnold Pagenstecher 1907. Zamarada aureomarginata ingår i släktet Zamarada och familjen mätare. Inga underarter finns listade i Catalogue of Life.